# VK

VKontakte

VK (originariamente, VKontakte; en ruso: ВКонтакте, «en contacto») es una red social creada por Pável Dúrov y conocida internacionalmente como VK. Pável, que estudió filología en la Universidad Estatal de San Petersburgo, creó con ayuda de su hermano Nikolái la web de la universidad y un foro sobre ella. Originalmente era un sitio para estudiantes rusos, pero actualmente se puede registrar cualquier persona. 
Es el sitio web más popular de Rusia y Bielorrusia.[cita requerida]  Debido a su diseño y funcionalidad, se dice a menudo que es un clon de Facebook, no solo por tener un concepto similar, sino por ser un modelo de negocio comparable. Sin embargo, la incorporación de otras características hace que sea más un todo en uno, similar a otros sitios como YouTube o Pandora, con una interfaz que recuerda mucho a Facebook, pero de un uso más sencillo e intuitivo. VK está disponible en más de 80 idiomas.
En noviembre de 2009 superó los 49 millones de usuarios, convirtiéndose en la principal red social de Europa por número de visitas, reseñas en la página y transferencia de datos por día.
En enero de 2012, VK informó de una posible salida para la Oferta Pública Inicial (IPO) en 2012 o 2013. Ese mismo mes, el fundador de la red social, Pável Dúrov, anunció una donación de un millón de dólares para ayudar a desarrollar Wikipedia.[cita requerida]
En septiembre de 2014, United Capital Partners (bajo el control de Ilya Sherbovich) vendió su participación de VK a la compañía Mail.ru Group por 1400 millones de dólares, por lo que Mail.Ru pasó a tener el 100 % de la red social y ser su propietario absoluto. La valoración financiera de VK en su conjunto se había estimado en 2917 millones de dólares. 
En octubre de 2016, la compañía cumplió 10 años desde su creación en 2006, incorporando nuevas funciones como VK Live y VK Stories. En enero de 2017 contaba con un promedio de 400 millones de usuarios registrados y más de 90 millones de usuarios activos, alcanzando el 15.º puesto del Alexa Top 500 Global Sites. En 2021 había 100 millones de usuarios registrados.
Su principal competidor es Odnoklassniki, con 100 millones de usuarios en junio de 2011.